# わが命の歌 艶歌
『わが命の唄 艶歌』（わがいのちのうたえんか）は、1968年5月29日に日活が配給した、舛田利雄監督の歌謡映画、五木寛之の小説「艶歌」を映画化したもので、音楽ディレクターが新人歌手を育て上げるまでを描いた作品である。

## キャスト
- 渡哲也 : 津上卓也
- 松原智恵子 : 森美矢子
- 牧紀子[3]: 森亜矢子[4]。
- 水前寺清子 : 眉京子
- 藤竜也 : 露木隆一
- 団次郎 : 青山浩二
- 山内明 : 高根
- 青木義朗 : 雨宮
- 久遠利三 	宮部
- 弘松三郎 	安東
- 杉山俊夫 	流しの男
- 野呂圭介 : 流しの男
- 松下達夫 	西条
- 黒沢明とロス・プリモス : 歌手
- 一節太郎 	歌手
- 笹みどり : 歌手
- 青山ミチ : 歌手
- 美川憲一 : 歌手
- 佐藤慶 : 黒沢正信
- 清水将夫 : 野川
- 芦田伸介 : 高円寺隆三

## 主題歌・挿入歌
- 主題歌 : 「艶歌」、「バラの恋」水前寺清子
- 挿入歌 : 「雨の銀座」 黒沢明とロスプリモス、「柳ヶ瀬ブルース」美川憲一、「海鳴りの宿」研良太郎、「夕焼けのあいつ」泉アキ、「男ブルース」青山ミチ　など

## 併映作品
- 『明治血風録 鷹と狼』